# Hermosillo, Sonora
Hermosillo este un oraș și capitala statului Sonora, Mexic. Localitatea Hermosillo este totodată și reședința municipalității omonime, Municipalitatea Hermosillo.